# سنت-مارگریت-ماری، کبک
سنت-مارگریت-ماری (به فرانسوی: Sainte-Marguerite-Marie) شهری در منطقه شهری لا ماتاپدیا ناحیه با-سن-لوران در استان کبک کانادا است. در سرشماری سال ۲۰۱۱ این شهر ۲۳۳ نفر جمعیت داشته‌است و مساحت آن ۸۳٫۹۴ کیلومتر مربع است.